# Сельское поселение Оштинское
О́штинское сельское поселение — сельское поселение в составе Вытегорского района Вологодской области. Расположено в западной части района. Центр — село Мегра (до 2016 года — село Ошта).

## География
Расположено на юго-западе района. Граничит:
- на востоке с Мегорским и Коштугским сельскими поселениями,
- на юге с Пяжозерским сельским поселением Бабаевского района,
- на западе с Ленинградской областью,
- на севере с Онежским озером.

На территории расположены озёра Мегорское, Кедринское, Панское, Водлицкое, Игумново, Вехкозеро, Карасозеро, Жабинское, Шомозеро, Шимозеро, протекают реки и ручьи Панский, Сивручей, Водлица, Пертручей, Челекса, Кедручей, Епачручей, Нижняя Оровашка, Верхняя Оровашка, Ошта, Ронга, Челмасручей, Сепручей.
С запада на восток территорию сельского поселения пересекает трасса Р37. Западнее села Ошта от неё отходит дорога Р19.

## История
В 1927 году Оштинский сельсовет был образован в составе Оштинского района Ленинградской области, который в 1937 году вошёл во вновь образованную Вологодскую область. В 1955 году Оштинский район был расформирован и Оштинский сельсовет вошёл в состав Вытегорского района. В 1958—1959 годах к нему были присоединены Нижне-Водлицкий и Верхнее-Водлицкий сельсоветы, а также часть Нажмозерского, Шимозерского, Сяргозерского, Пелкасского, Кривозерского, Торозерского сельсоветов.
В 1999 году был утверждён список населённых пунктов Вологодской области. В состав Оштинского сельсовета входили 24 населённых пункта, центром было село Оштинский Погост.
22 мая 2001 года были упразднены деревни Васюковская, Климшина и Кузьминская.
6 июня 2001 года деревни Анхимовская, Горка, Евстифеевская и Тарасьевская были объединены в деревню Верхняя Водлица, деревни Даниловская, Никитинская, Патракеевская и Перхинская в деревню Нижняя Водлица.
21 декабря 2001 года деревни Андреево, Кургино, Низ, Нешкина, Тарасина, Челекса и село Оштинский Погост были объединены в село Ошта, которое стало центром сельсовета.
С тех пор и до 1 марта 2010 года состав сельсовета не изменялся.
1 января 2006 года в соответствии с Федеральным законом № 131 «Об общих принципах организации местного самоуправления в Российской Федерации» Оштинский сельсовет был преобразован в сельское поселение Оштинское.
Законом Вологодской области от 2 ноября 2016 года № 4042-ОЗ были преобразованы, путём их объединения сельские поселения Мегорское, Казаковское и Оштинское — в Оштинское сельское поселение с административным центром в селе Мегра.

## Великая Отечественная война

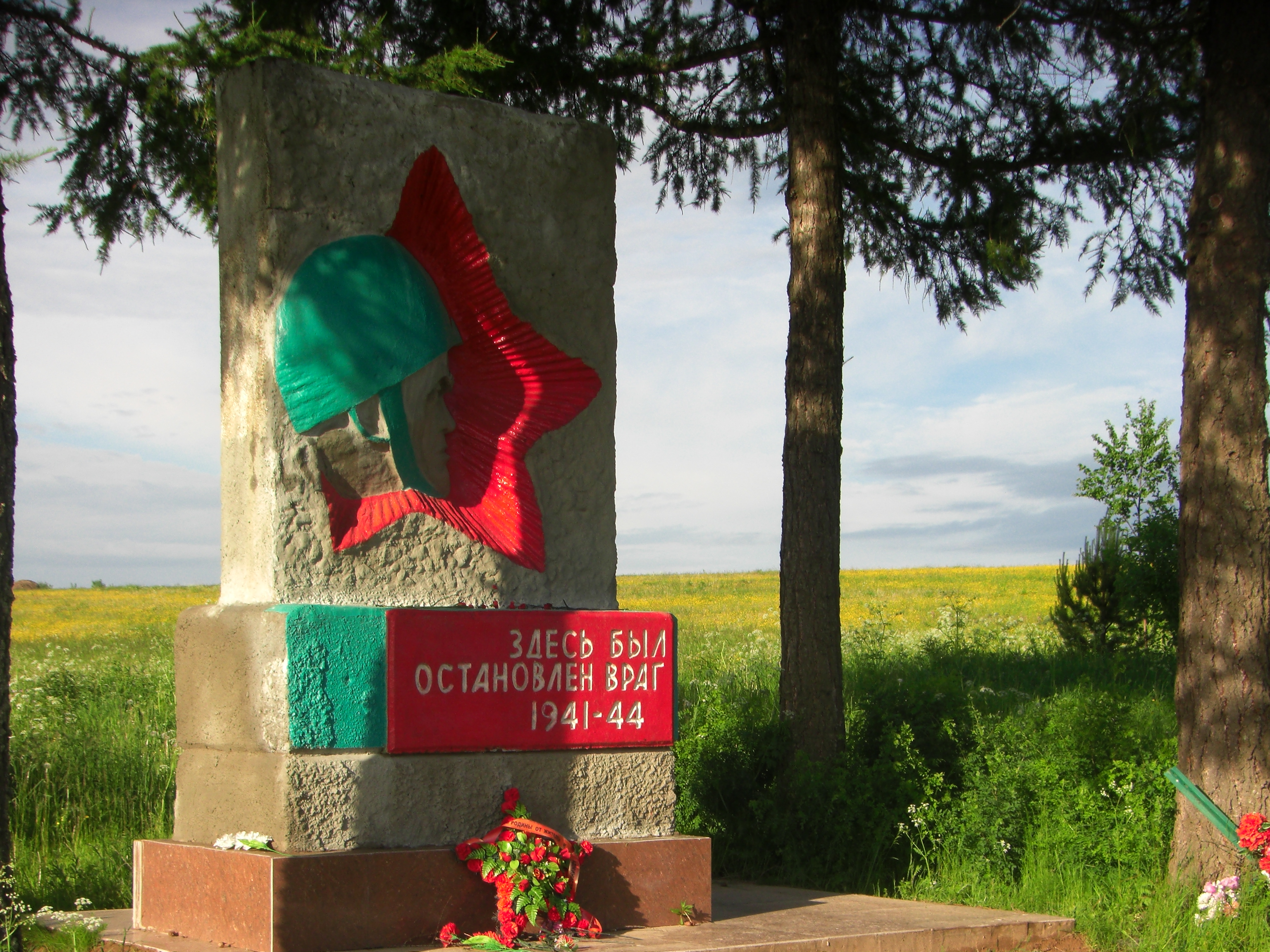
Памятный знак «Здесь был остановлен враг»

Территория Оштинского поселения — единственное место в Вологодской области, где проходили военные действия. С 1969 года каждые 5 лет отмечаются юбилейные даты со дня снятия Оштинской обороны. В селе Коштуги построен мемориал с надписью: «Склоните головы перед теми, кто не дожил до победы, но ценой своей жизни приблизил её». На кладбище деревни Нижняя Водлица установлен памятник погибшим минёрам. Рядом с деревней Коромыслово установлен памятный знак «Здесь был остановлен враг». Ещё один обелиск находится в деревне Куково.

## Экономика
В 1950-х годах на территории Оштинского сельсовета мелкие колхозы были объединены в колхоз «Большевик» с центральной усадьбой в селе Ошта. В настоящее время колхоз не действует.
С 1870 года работает Оштинское сельпо. С 2008 года оно является филиалом Вологодского облпотребсоюза.
Жители Оштинского сельсовета были заняты в лесной промышленности на лесопунктах. Сейчас основные предприятия — мастерские участки Ошты и Горного Ручья ЗАО «Онегалеспром».
Действуют Оштинская средняя школа (в 2008 году для неё было построено новое здание), неполная средняя школа, детский сад, 2 ФАПа, аптека, 3 лесничества, врачебная амбулатория, больница сестринского ухода, почта с филиалами, завод по разливу воды, Дом культуры, клуб, две библиотеки.

## Население
| 2011  | 2012  | 2013  | 2014  | 2015  | 2016  | 2017  |
| ----- | ----- | ----- | ----- | ----- | ----- | ----- |
| 1419  | ↘1406 | ↘1368 | ↘1318 | ↘1243 | ↘1231 | ↗2585 |
| 2018  | 2019  | 2020  | 2021  | 2023  |       |       |
| ↘2481 | ↘2361 | ↘2352 | ↘2152 | ↘2065 |       |       |

## Населённые пункты
В состав сельского поселения входят 9 населённых пунктов, в том числе
7 деревень,
1 посёлок,
1 село.
| Населённый пункт          | ОКАТО          | Рег. номер | Расстояние до районного центра, км | Расстояние до центра поселения, км | Индекс | Координаты                      |
| ------------------------- | -------------- | ---------- | ---------------------------------- | ---------------------------------- | ------ | ------------------------------- |
| деревня Верхняя Водлица   | 19 222 844 025 | 8289       | 58                                 | ?                                  | 162912 | 60°44′45″ с. ш. 35°42′44″ в. д. |
| посёлок Горный Ручей      | 19 222 844 006 | 3053       | 50                                 | 50                                 | 162910 | 60°42′12″ с. ш. 35°43′18″ в. д. |
| деревня Карданга          | 19 222 844 009 | 3057       | 67                                 | 7                                  | 162910 | 60°47′36″ с. ш. 35°29′42″ в. д. |
| деревня Кедра             | 19 222 844 010 | 3058       | 35                                 | 25                                 | 162910 | 60°51′24″ с. ш. 35°52′10″ в. д. |
| деревня Курвошский Погост | 19 222 844 013 | 3061       | 74                                 | 14                                 | 162910 | 60°47′13″ с. ш. 35°24′45″ в. д. |
| деревня Нижняя Водлица    | 19 222 844 026 | 8290       | 50                                 | 10                                 | 162914 | 60°49′51″ с. ш. 35°44′43″ в. д. |
| село Ошта                 | 19 222 844 001 | 8300       | 60                                 | 0                                  | 162910 | 60°51′08″ с. ш. 35°33′35″ в. д. |
| деревня Ручей             | 19 222 844 020 | 3068       | 74                                 | 14                                 | 162910 | 60°47′32″ с. ш. 35°24′43″ в. д. |
| деревня Симаново          | 19 222 844 021 | 3069       | 60,5                               | 0,5                                | 162910 | 60°50′18″ с. ш. 35°30′59″ в. д. |

Упразднённые населённые пункты:
| Населённый пункт      | ОКАТО          | Рег. номер | Расстояние до районного центра, км | Расстояние до центра поселения, км | Индекс | Координаты                      | Комментарий                                 |
| --------------------- | -------------- | ---------- | ---------------------------------- | ---------------------------------- | ------ | ------------------------------- | ------------------------------------------- |
| деревня Андреево      | 19 222 844 002 | 3050       | 61,5                               | 0,5                                | 162910 |                                 | Вошла в состав с. Ошта 6.12.2001            |
| деревня Анхимовская   | 19 222 844 003 | 3051       | 58                                 |                                    | 162910 | 60°45′43″ с. ш. 35°43′15″ в. д. | Вошла в состав д. Верхняя Водлица 6.06.2001 |
| деревня Васюковская   | 19 222 844 004 | 3052       | 50                                 | 10                                 | 162910 | 60°48′41″ с. ш. 35°42′30″ в. д. | Упразднена 22.05.2001                       |
| деревня Горка         | 19 222 844 005 | 3054       | 58                                 |                                    | 162910 | 60°45′28″ с. ш. 35°42′54″ в. д. | Вошла в состав д. Верхняя Водлица 6.06.2001 |
| деревня Даниловская   | 19 222 844 007 | 3055       | 50                                 | 10                                 | 162910 | 60°49′41″ с. ш. 35°45′03″ в. д. | Вошла в состав д. Нижняя Водлица 6.06.2001  |
| деревня Евстифеевская | 19 222 844 008 | 3056       | 58                                 |                                    | 162910 | 60°45′26″ с. ш. 35°43′13″ в. д. | Вошла в состав д. Верхняя Водлица 6.06.2001 |
| деревня Климшина      | 19 222 844 011 | 3059       | 74                                 | 14                                 | 162910 | 60°46′47″ с. ш. 35°24′58″ в. д. | Упразднена 22.05.2001                       |
| деревня Кузьминская   | 19 222 844 012 | 3060       | 74                                 | 14                                 | 162910 |                                 | Упразднена 22.05.2001                       |
| деревня Курвоши       | ?              | ?          | ?                                  | ?                                  | ?      | 60°47′21″ с. ш. 35°25′00″ в. д. | ?                                           |
| деревня Кургино       | 19 222 844 014 | 3062       | 60,5                               | 0,5                                | 162910 | 60°51′22″ с. ш. 35°32′45″ в. д. | Вошла в состав с. Ошта 6.12.2001            |
| деревня Мыза          | ?              | ?          | ?                                  | ?                                  | ?      |                                 | ?                                           |
| деревня Нешкина       | 19 222 844 015 | 3063       | 60,5                               | 0,5                                | 162910 | 60°50′43″ с. ш. 35°33′27″ в. д. | Вошла в состав с. Ошта 6.12.2001            |
| деревня Низ           | 19 222 844 016 | 3064       | 60,5                               | 0,5                                | 162910 |                                 | Вошла в состав с. Ошта 6.12.2001            |
| село Оштинский Погост | 19 222 844 001 | 3049       | 60                                 | 0                                  | 162910 |                                 | Вошло в состав с. Ошта 6.12.2001            |
| деревня Никитинская   | 19 222 844 017 | 3065       | 50                                 | 10                                 | 162910 | 60°50′02″ с. ш. 35°45′12″ в. д. | Вошла в состав д. Нижняя Водлица 6.06.2001  |
| деревня Патракеевкая  | 19 222 844 018 | 3066       | 50                                 | 10                                 | 162910 | 60°49′35″ с. ш. 35°44′05″ в. д. | Вошла в состав д. Нижняя Водлица 6.06.2001  |
| деревня Перхинская    | 19 222 844 019 | 3067       | 50                                 | 10                                 | 162910 |                                 | Вошла в состав д. Нижняя Водлица 6.06.2001  |
| деревня Рысельга      | ?              | ?          | ?                                  | ?                                  | ?      |                                 | обезлюдела в 1940-х                         |
| деревня Тарасина      | 19 222 844 022 | 3070       | 61                                 | 1                                  | 162910 | 60°50′40″ с. ш. 35°32′58″ в. д. | Вошла в состав с. Ошта 6.12.2001            |
| деревня Тарасьевская  | 19 222 844 023 | 3071       | 58                                 |                                    | 162910 |                                 | Вошла в состав д. Верхняя Водлица 6.06.2001 |
| деревня Челекса       | 19 222 844 024 | 3072       | 60,5                               | 0,5                                | 162910 | 60°50′56″ с. ш. 35°34′40″ в. д. | Вошла в состав с. Ошта 6.12.2001            |